# Aartskapelaan
Aartskapelaan was de naam voor de voornaamste hofkapelaan in de Karolingische tijd.
In 854 belastte Lodewijk de Duitser, koning van het Oostfrankische rijk, een van zijn hofkapelaans met de leiding van de koninklijke kanselarij en gaf hem de titel van aartskapelaan. Ze verzorgden de kerkelijke diensten aan het hof, waren de bewakers van de beroemde relikwie van Martinus van Tours. Zij waren ook raadgevers in staatsaangelegenheden.
De eretitel ging als spoedig naar hoge kerkelijke waardigheidsbekleders; zo was de aartsbisschop van Mainz sinds 965 steeds aartskapelaan, totdat in het midden van de 11de eeuw zijn titel veranderd werd in die van aartskanselier.